# Aztegina punctinota
Aztegina punctinota är en insektsart som beskrevs av Dietrich och Dmitry A. Dmitriev 2006. Aztegina punctinota ingår i släktet Aztegina och familjen dvärgstritar. Inga underarter finns listade i Catalogue of Life.